# Kronika

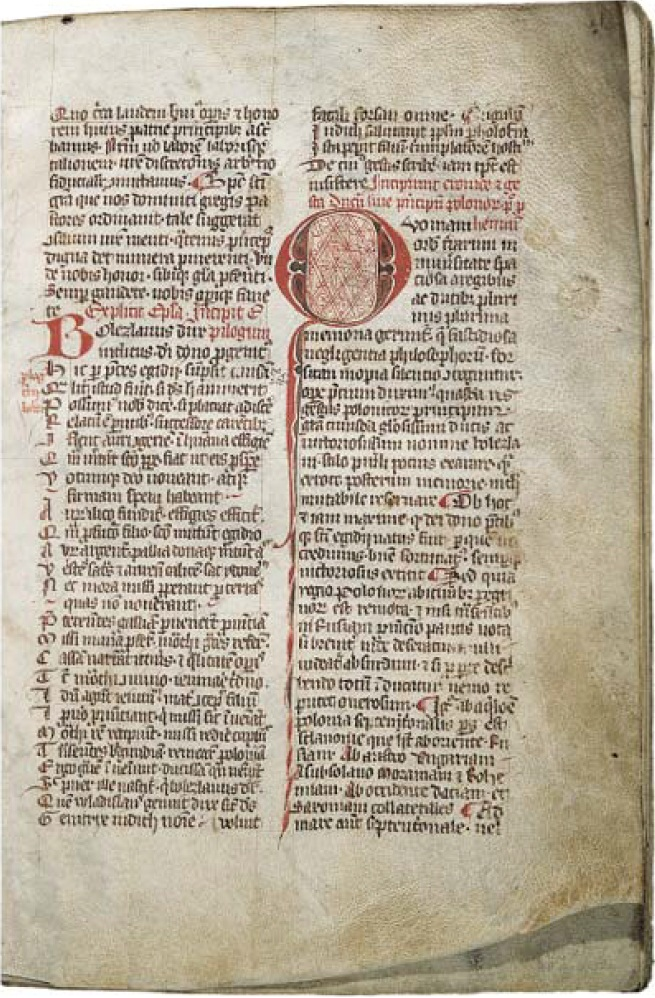
Strona Kroniki Galla Anonima z Rękopisu Zamoyskich

Kronika (z gr. chronos – czas) – faktograficzny opis wydarzeń w układzie chronologicznym, również utwór dziejopisarski o charakterze literackim, typowy dla średniowiecza.
Kronika nie zawiera analizy tych wydarzeń, może jednak zawierać podsumowania oraz komentarz autora. Wydarzenia te najczęściej dotyczą życia państwa, instytucji, organizacji itp. Zapis tych wydarzeń może odbywać się na bieżąco, w miarę ich rozwoju lub później. Kroniki zaliczane są do utworów epickich, często łączą ze sobą cechy powieści, legendy oraz baśni. 
Najsłynniejszymi polskimi kronikarzami są: Jan Długosz, Wincenty Kadłubek, Janko z Czarnkowa, Maciej Miechowita, Marcin Kromer, Marcin Bielski, Maciej Stryjkowski i Władysław z Gielniowa. Pierwszą znaną nam kroniką o Polsce jest napisana przez cudzoziemca Kronika Galla Anonima. Istotne dla poznania dawnych dziejów Polski są także kroniki, takie jak czeska Kronika Kosmasa, ruska kronika Powieść minionych lat autorstwa Nestora z Kijowa i kronika Thietmara.
Innymi ważnymi kronikami są:
- Geoffrey z Monmouth: Historia królów Brytanii (Anglia)
- Fernão Lopes: Kroniki Królewskie (Portugalia)
- Damião de Góis: Kronika wielce szczęśliwego króla Dom Manuela (Portugalia)
- Saxo Gramatyk: Gesta Danorum (Dania)
- Chronicon Lethrense (Dania)
- Arakel z Tebryzu: Księga dziejów (Armenia)
- Kojiki, czyli księga dawnych wydarzeń (Japonia)
- Tajna historia Mongołów (Mongolia)
- Paisjusz Chilendarski: Słowianobułgarska historia (Bułgaria)
- Michał Psellos: Kronika czyli historia jednego stulecia Bizancjum (Grecja)
- Ari Þorgilsson: Íslendingabók (Islandia).

Kroniką nazywa się także odmianę felietonu, cykliczny utwór publicystyczno-dziennikarski, rejestrujący bieżące wydarzenia społeczno-obyczajowe, kulturalne, towarzyskie wraz z odautorskim komentarzem. W Polsce kroniki stały się popularne w XIX wieku, pisali je m.in. Bolesław Prus i Antoni Słonimski.